# 1-甲基-3-苯基［4,5-b］咪唑并吡啶碘化物
1-甲基-3-苯基[4,5-b]咪唑并吡啶碘化物是一种有机化合物，化学式为C13H12IN3。它可由3-苯基-3H-咪唑并[4,5-b]吡啶和碘甲烷在60 °C于THF中反应得到。它可以用于合成以1-甲基-3-苯基咪唑并吡啶-3(2H)-基-2-亚基为配体的金属有机配合物。